# Municipio de Ashley (Arkansas)
Ashley Township es un municipio del condado de Independence, Arkansas, Estados Unidos. Según el censo de 2020, tiene una población de 1293 habitantes.

## Geografía
La subdivisión está ubicada en las coordenadas 35°50′53″N 91°37′40″O / 35.84806, -91.62778. Según la Oficina del Censo de los Estados Unidos, tiene una superficie de 88.06 km², correspondientes en su totalidad a tierra firme.

## Demografía
Según el censo de 2020, hay 1293 personas residiendo en la zona. La densidad de población es de 14.68 hab./km². El 87.47 % de los habitantes son blancos, el 1.78 % son afroamericanos, el 0.31 % son amerindios, el 0.46 % son asiáticos, el 0.08 % es isleño del Pacífico, el 3.56 % son de otras razas y el 6.34 % son de una mezcla de razas. Del total de la población, el 7.50 % son hispanos o latinos de cualquier raza.